# 奧拉河 (辛恩河支流)
50°8′46.88″N 9°39′14.32″E / 50.1463556°N 9.6539778°E

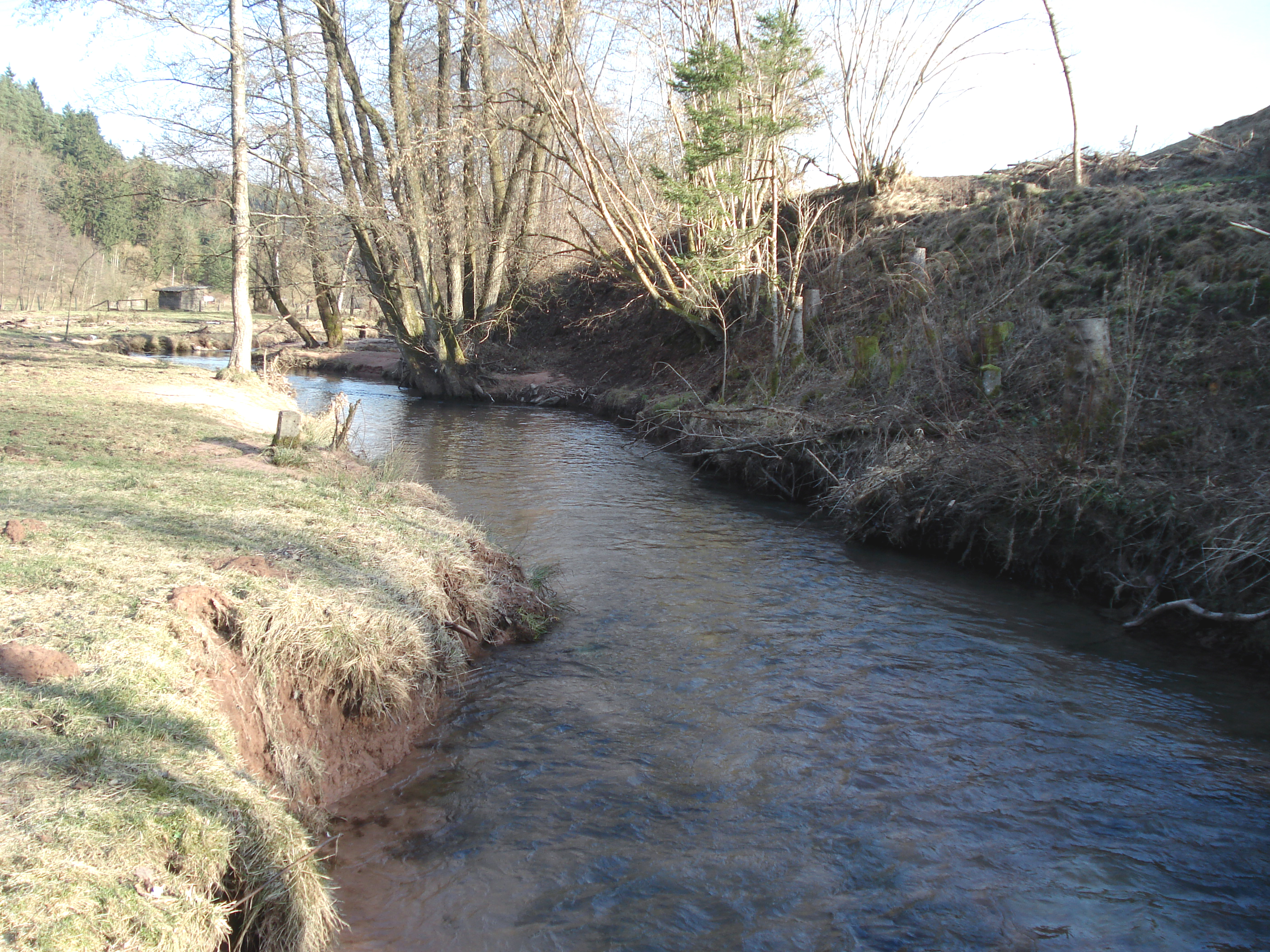

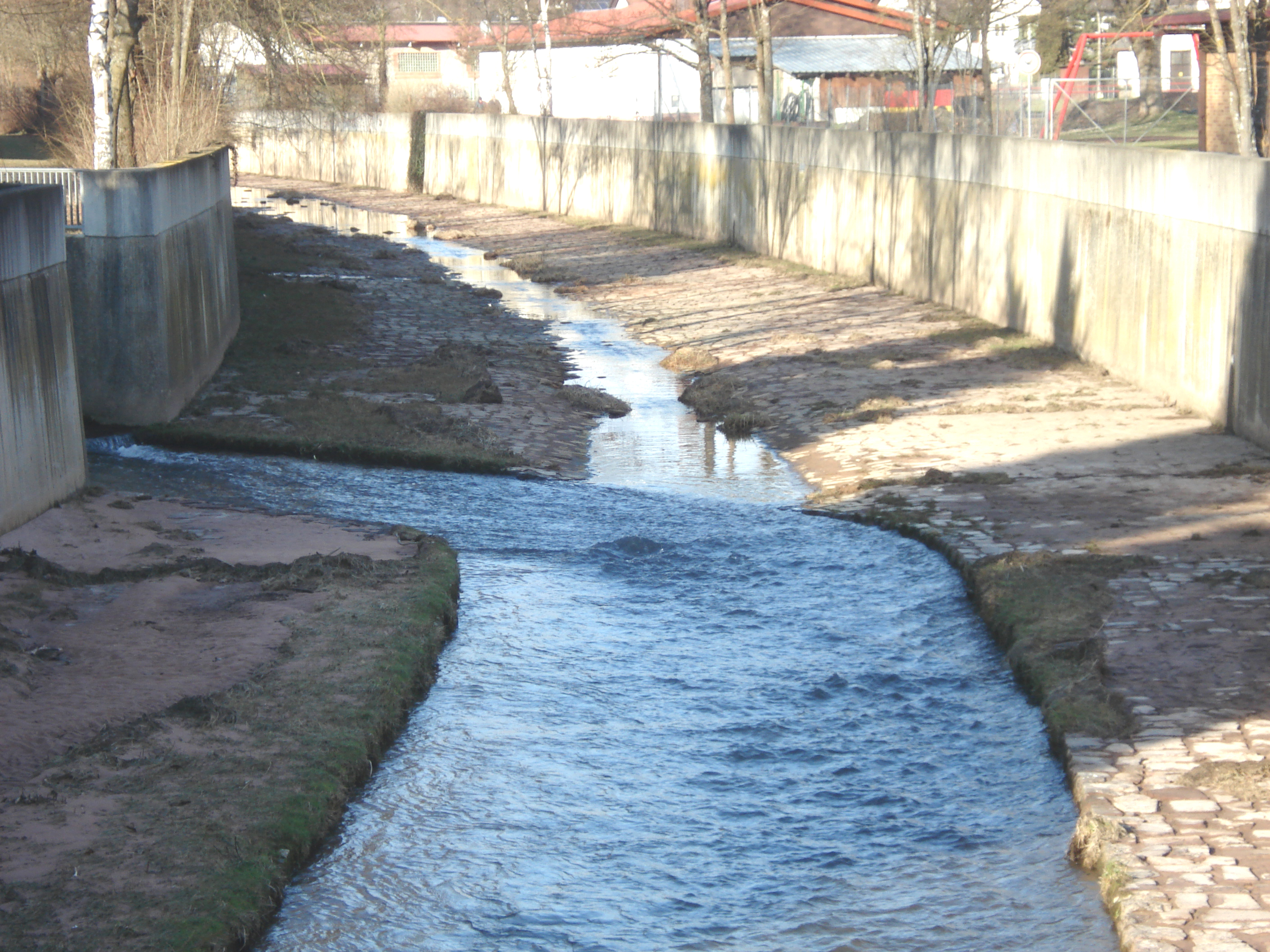

奧拉河（德語：Aura），是德國的河流，位於該國東南部，由巴伐利亞負責管轄，屬於辛恩河的右支流，河道全長8.4公里，流域面積58.3平方公里，河口處在布格辛。